# クーフシュタイン郡

クーフシュタイン郡
Bezirk Kufstein

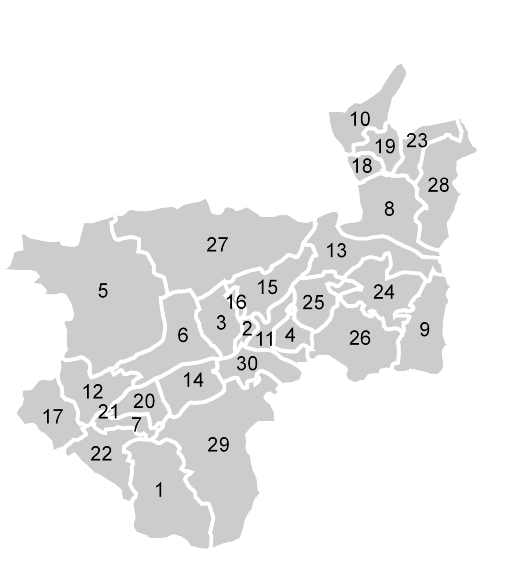
クーフシュタイン郡の市町村区画図。番号は一覧と対応している

クーフシュタイン郡（クーフシュタインぐん、独: Bezirk Kufstein）は、オーストリアのチロル州にある郡（Bezirk; 行政管区とも訳される）。郡庁所在地はクーフシュタイン。
チロル州の北東部に位置し、南東でキッツビュール郡と、南西でシュヴァーツ郡と接する。北はドイツ・バイエルン州との国境になっている。イン川が作るイン渓谷のオーストリア国内最下流部にあたり、イン川が郡内からバイエルンへと流れ込むため、チロル州で最も標高が低い地域である。
クーフシュタイン郡には以下の30の市町村（Gemeinde; ゲマインデ）がある。そのうち3つが市（Stadt）に、2つが町（Marktgemeinde; 市場町）に指定されている。郡の南部にあるアルプバッハは、「オーストリア一美しい村」や「ヨーロッパ一美しい花の村」に選ばれたことで名高い。
1. アルプバッハ Alpbach
2. アンガート Angath
3. アンゲアベルク Angerberg
4. バート・ヘーリング Bad Häring
5. ブランデンベルク Brandenberg
6. ブリックスレッグ Brixlegg （町）
7. ブライテンバッハ・アム・イン Breitenbach am Inn
8. エップス Ebbs
9. エルマオ Ellmau
10. エアル Erl
11. キルヒビッヒル Kirchbichl
12. クラムザッハ Kramsach
13. クーフシュタイン Kufstein （市）
14. クンドル Kundl （町）
15. ラングカンプフェン Langkampfen
16. マリアシュタイン Mariastein
17. ミュンスター Münster
18. ニーデルンドルフ Niederndorf
19. ニーデルンドルファーベルク Niederndorferberg
20. ラートフェルト Radfeld
21. ラッテンベルク Rattenberg （市）
22. ライト・イム・アルプバッハタール Reith im Alpbachtal
23. レッテンシェス Rettenschöss
24. シェッファオ・アム・ヴィルデン・カイザー Scheffau am Wilden Kaiser
25. シュヴォイヒ Schwoich
26. ゼル Söll
27. ティーアゼー Thiersee
28. ヴァルヒゼー Walchsee
29. ヴィルトシェナオ Wildschönau
30. ヴェルグル Wörgl （市）